# Pedro Rovira
|  | No s'ha de confondre amb Pere Rovira i Planas (escriptor). |

Pere Rovira i Planas (Badalona, 1921 – Barcelona, 17 d'agost de 1978) més conegut com a Pedro Rovira, va ser un modista català molt reconegut a nivell nacional i internacional, conegut a través de la seva firma Pedro Rovira. Fou un precursor de la roba prêt-à-porter, si bé mai renuncià a la seva secció de costura.

## Biografia
Nascut en una família badalonina de classe mitjana. Inicialment cursà estudis de medicina, arribà fins i tot a realitzar pràctiques a l'Hospital de Badalona, però finalment va abandonar la carrera per dedicar-se a l'alta costura. Començà treballant en un taller de sastreria a Barcelona. El 1948 estableix la seva pròpia casa i firma de costura, coneguda com a Pedro Rovira, ubicada primer a la plaça de Gal·la Placídia, 11 i després a la rambla del Prat, 7, ambdues ubicacions al barri de Gràcia. Hi tingué com a directora a la també modista Montserrat Amigó, que després es convertí en sòcia seva.
Va unir les formes clàssiques amb la modernitat, amb un estil sobri, marcat per la senzillesa i la simplicitat, però elegant i originalitat en el colors.
En entrar en el mercat de la moda barcelonina, ben aviat irrompí com un gran renovador, amb una gran acceptació del públic, majoritàriament jove. Se l'ha considerat un innovador, en la mateixa línia que Manuel Pertegaz. No obstant això, malgrat el seu èxit inicial, va tardar a ser acceptat a la Cooperativa de Alta Costura, a la qual entrà el 1965. A banda del seu saló a Barcelona, també obrí un a Madrid. Va obtenir gran ressò internacional, presentà els seus dissenys a ciutats com Roma, Londres, Mèxic D.F. i el 1965 a Nova York i altres ciutats dels Estats Units, en el marc d'una promoció estatal de la moda espanyola. A la dècada es va convertir en el precursor de la moda prêt-à-porter a Espanya, creant una línia en la seva firma, però sense perdre la secció de costura.
Al llarg de la seva carrera participà regularment al Festival de Moda de S'Agaró, organitzat per Josep Ensesa, i del qual sovint en fou el protagonista. També fou cridat a participar com a jurat en diversos certàmens mundials d'alta costura. Malgrat l'enorme ressò que tingué a nivell internacional, mai va perdre la seva vinculació amb Badalona, ciutat on va néixer. La seva firma arribà a associar-se amb la comercial de teixits Cadena, creant la marca P R Difusión, que sobreviuria un any més a la mort de Rovira.
Pere Rovira morí a Barcelona el 18 d'agost de 1978, als 57 anys, a causa d'un infart. Enterrat a Badalona, l'enterrament comptà amb la presència d'una àmplia representació del món i la indústria de la moda, on Rovira havia fet grans amistats. La seva mort, coincidí amb la crisi de l'alta costura i la revalorització del prêt-à-porter, però, tanmateix, deixà un buit en el panorama de la moda catalana. La firma Pedro Rovira tancaria després de la seva mort, el 1979.

## Llegat
Alguns dels seus vestits formen part de la col·lecció de moda del Museu del Disseny de Barcelona, on es conserva també una part del seu fons documental.
El 2010 alguns dels seus vestits, pertanyents a la col·lecció privada Antoni de Montpalau, van ser exposats arreu d'Espanya, a ciutats com Madrid, Oviedo i Terol. A Catalunya, l'exposició fou realitzada al Palau Robert de Barcelona. El 2017-2018, el Museo del Traje de Madrid va presentar l'exposició Pedro Rovira, de la alta costura al prêt-à-porter, una mostra antològica amb nombrosos vestits dissenyats per Rovira conservats per la col·lecció Antoni de Montpalau. El 2021, amb motiu del centenari del seu naixement, el Museu de Badalona ha organitzat una exposició del modista badaloní i ha publicat un llibre amb la seva biografia.
El 2020, l'Ajuntament de Badalona va posar el seu nom a una plaça del barri de Sant Mori de Llefià.